# Begovoï
Begovoï (Муниципальный округ Аэропорт) est un district municipal de la ville de Moscou, capitale de la Russie, dépendant du district administratif nord.
Comme le district mitoyen d'Aeroport qui accueillit sur son territoire le premier aéroport moscovite, l'aérodrome Khodynka, Begovoï accueille en son sein les sièges sociaux de deux des principaux constructeurs aéronautiques russes : Mikoyan-Gourevitch et Soukhoï.